# Municipio F
Das Municipio F ist eine Verwaltungseinheit innerhalb der uruguayischen Hauptstadt Montevideo.

## Lage und Zusammensetzung
Das Municipio F erstreckt sich auf den nordöstlichen Teil des Departamentos Montevideo. Es besteht aus den Barrios Manga, Villa García - Manga Rural, Bañados de Carrasco, Las Canteras, Maroñas, Parque Guaraní, Villa Española, Flor de Maroñas, Ituzaingó, Jardines del Hipódromo, Piedras Blancas, Punta de Rieles und Bella Italia.

## Verwaltung
Alcalde des Municipios F ist im Jahr 2014 Francisco Daniel Fleitas Caniella.